# 다항식

다항식의 함수 그래프

수학에서 다항식(多項式, 문화어: 여러마디식, 영어: polynomial)은 한 개 또는 두 개 이상의 항의 합으로 이루어진 식이다. 즉, 단항식의 결합(덧셈과 뺄셈)으로 이루어진 식이다. 예를 들어, x2 - 2x + 3, 4x3, 5xy + 6은 모두 다항식이다.
다항식의 근과 다항식환 등은 대수학에서 중요하게 다루어진다. 다항함수(영어: polynomial function, 다항식으로부터 유도되는 함수)에 의한 근사는 다항식의 해석학에서의 응용인 것이다.

## 정의
(일변수) 다항식은 다음과 같은 형태의 표현식이다.
{\displaystyle a+bx+cx^{2}+\cdots +dx^{n-1}+ex^{n}}

다항식

다항식 안에서 특별한 역할을 맡는 문자를 변수(영어: variable)라고 한다. 예를 들어, x2 + 1은 x를 변수로 하며, 따라서 x에 대한(관한) 다항식(영어: polynomial with respect to x)이다. 다항식은 변수의 개수에 따라 일변수(영어: univariate)와 다변수(영어: multivariate), 이변수(영어: bivariate), 삼변수 등 다항식으로 나뉜다.
더해져서 다항식을 이루는 작은 구성원들을 다항식의 항(영어: term)이라고 한다. 변수를 포함하지 않는 항을 상수항이라고 한다. 하나의 항만으로 이루어진 다항식을 단항식, n개 항으로 이루어진 다항식을 n항식(이항식, 삼항식(영어: trinomial) 등)이라고 한다. 예를 들어 x2 - 2x + 3은 x2, -2x, 3을 항으로 하는 삼항식이다. 4x3은 단항식이다.
항 안에서 변수의 거듭제곱에 곱하는 수를 계수라고 한다. 곱하는 수가 없는 항의 계수는 1이고, 빼는 항의 계수에 빼기 부호도 포함된다는 데 주의하자. (이는 곱하기 1과 뺄셈의 의미에 부합한다.) 예를 들어 x2 - 2x + 3의 세 항의 계수는 각각 1, -2, 3이다. 다항식은 계수의 유형에 따라 정계수, 유리계수, 실계수, 복소계수 다항식 등으로 나뉜다. 이 밖에 임의의 (무한 또는 유한)체, (가환 또는 비가환)환의 원소도 계수가 될 수 있다.

### 차수
다항식의 항에서 특정 변수를 거듭제곱한 지수를 그 항의 그 변수에 대한 차수라고 한다. 항의 모든 변수에 대한 차수의 합을 그 항의 차수라고 하고, n을 차수로 하는 항을 n차항(일차항, 이차항 등)이라고 한다. 다항식 안에서 차수가 가장 높은 항(최고차항)의 차수를 그 다항식의 차수(영어: degree)라고 하고, n을 차수로 하는 다항식을 n차 다항식(일차 다항식, 이차 다항식 등)이라고 한다. 나타나지 않은 변수는 0차(따라서 상수항은 0차항이다), 지수가 없는 변수는 1차라는 데 주의해야한다. (이는 0제곱과 1제곱의 의미에 부합한다.)
예를 들어 x2 - 2x + 3에서, 항 x2의 차수는 2이며, 이는 가장 높은 차수이다. 따라서 다항식의 차수는 2이다. xy2 + xy는, xy2이 1 + 2 = 3차항이자 최고차항이므로, 3차 다항식이다.
같은 다항식에 변수 및 각 변수의 차수가 같은 항이 여럿 있다면, 이들을 동류항이라고 한다. 동류항이 있는 다항식은 정리가 안 되었다고 여겨지며, 계수를 더해서 하나의 항으로 만들어야 한다. x2 + 3x - x + 3에서 3x와 -x는 동류항이며, 이들을 모아 정리한 다항식은 곧 x2 + 2x + 3이다. 항의 개수나 최고차항을 생각할 때, 동류항은 이미 정리되어 있어야 하고, 계수가 0이면 항으로 쳐주지 않아야 한다.
상수항만으로 이루어진 다항식 c = cx0을 상수 다항식(영어: constant polynomial)이라고 한다. 그 상수가 0인 경우 영다항식(영어: zero polynomial)이라고 한다. 0이 아닌 상수 다항식은 (유일한 유형의) 0차 다항식이다. 영다항식은 계수가 0이 아닌 항이 존재하지 않아서, (유일하게) 차수를 정의하지 않거나, -∞로 따로 차수를 규정한다.
다변수 다항식의 경우, 동류항을 정리한 후에도, 차수가 같은 항이 여럿 있을 수 있다(최고차항도 여럿 있을 수 있다). 차수가 같은 항들만으로 이루어진 다변수 다항식을 동차 다항식이라고 한다. 예를 들어 x, y에 대한 다항식 x2 + xy + y2은 동차 다항식이다.
최고차항의 계수가 1인 일변수 다항식을 일계수 다항식(또는 모닉 다항식)이라고 한다.

### 항의 배열
다항식의 항은 항의 차수를 이용하여 단정하게 배열된다. 일변수 다항식의 배열법으로는 내림차순(강멱, 영어: descending powers, 항을 차수가 낮아지는 순으로 배열)과 오름차순(승멱, 영어: ascending powers, 항을 차수가 높아지는 순으로 배열)이 있다. 이미 내림차순으로 배열된 x2 - 2x + 3은 오름차순으로는 3 - 2x + x2이다. 일변수 다항식의 최고차항은, 내림차순 배열에서 처음 오는 항, 오름차순 배열에서 마지막으로 오는 항이다.
다변수 다항식 항의 배열법은 두 가지가 있다. 첫 번째 방법은 변수의 차수의 튜플의 사전식 순서대로 배열하는 것이다. x3y + xy5 + y는 x, y에 대한 다항식의 사전식 순서 배열의 예이다. 여기서 사용한 사전식 순서는 (3, 1) > (1, 5) > (0, 1)이다. 위의 예처럼, 사전식 순서에서 최고차항은 중간에 위치할 수도 있다. 두 번째 배열법은 다항식을 동차항의 합으로 나눠 전개하는 것이다. 이때 동차항의 배열 순서는 일반적으로 여전히 사전식 순서를 따른다. 이원 이차 다항식을 x2 + xy + y2 + x + y + 1와 같이 배열한 것이 한 예이다.

### 표현
다항식은 함수와 비슷하게 P(x), Q(x, y) 등으로 표기되는 경우가 많다. 이에 의한 다항함수와의 혼동은 많지 않다. 다항식 P의 차수는 degP로 표기한다.
일반적인 일변수 다항식은 x와 음이 아닌 정수 n, 그리고 (n + 1)개의 상수 a0, a1, ..., an을 써서
| {\displaystyle P(x)} | {\displaystyle =a_{n}x^{n}+a_{n-1}x^{n-1}+\cdots +a_{1}x+a_{0}} |
|                      | {\displaystyle =a_{0}+a_{1}x+\cdots +a_{n-1}x^{n-1}+a_{n}x^{n}} |
|                      | {\displaystyle =\sum _{i=0}^{n}a_{i}x^{i}}                      |
등으로 나타낸다. 이때 ai는 i차항 계수이고, 이 중 a0은 상수항이다. P가 영이 아닌 다항식인 경우, an ≠ 0, 즉 n = degP이게끔 한다.
일반적인 다(n)변수 다항식은 x1, ..., xn과 유한 개의 튜플 (i1, ..., in) ∈ Nn을 써
{\displaystyle Q(x_{1},\ldots ,x_{n})=\sum _{i_{1},\ldots ,i_{n}}a_{i_{1},\ldots ,i_{n}}x_{1}^{i_{1}}\cdots x_{n}^{i_{n}}}
로 나타낸다. 다중지표 표기법을 이용하여
{\displaystyle Q(x)=\sum _{i}a_{i}x^{i}}
으로도 나타낼 수 있다. 여기서
{\displaystyle i=(i_{1},i_{2},\ldots ,i_{n})\in \mathbb {N} ^{n}}
{\displaystyle x=(x_{1},x_{2},\ldots ,x_{n})}
{\displaystyle x^{i}=x_{1}^{i_{1}}x_{2}^{i_{2}}\cdots x_{n}^{i_{n}}}
체 F의 원소를 계수로 하는 (즉 F 위의) 다항식의 집합이 다항식의 덧셈과 곱셈 아래 이루는 환을 F[x]로 표기한다. 환 R 위의 다항식의 환은 R[x], 다변수 다항식의 환은 F[x1, ..., xn], R[x1, ..., xn]로 표기된다. 정 · 유리 · 실 · 복소계수 다항식이 이루는 환은 각각 Z[x], Q[x], R[x], C[x]로 표기한다.

### 다른 정의
다음은 다항식의 여러 가지 서로 동치인 정의들이다.
- 유한 개의 단항식(계수, 문자, 지수의 조합)의 합
- 상수와 문자의 유한 번 덧셈, 뺄셈, 곱셈, 거듭제곱으로 얻는 식
- 계수가 영이 아닌 항의 개수가 유한한 형식적 멱급수

그 밖에도 대수 구조의 성질에 기반한 다항식의 여러 정의법이 존재한다.

### 주로 x에 대해 표현하는 이유
프랑수아 비에트가 미지수로 알파벳을 사용한 이래로, 저명한 수학자 데카르트가 그의 저서 《방법서설(Discours de la méthode)》에서 다항식을 특정한 문자 x, y, z를 이용하여 나타내었고, 그 이후로 여러 나라의 수학자들 사이에서 '어떤 수와 식'을 나타내는데 문자 x, y, z를 쓰는 것이 보편화되었다. 이중에 왜 하필 x를 유난히 많이 사용하는가에 대해서는 여러 설이 제기되고 있으나 모두 확실하지 않다. 어쨌거나 현대에 이르러서, x는 특정한 문자를 나타내는 대표적인 문자로 자리매김하였다.

## 연산
다항식은 수와 비슷하게 덧셈, 곱셈을 비롯한 여러 연산을 할 수 있다.
다항식은 나눗셈을 제외한 사칙연산에 대해서   닫혀있지만 일반적으로 나눗셈에 대해서는 닫혀있지 않다.

### 덧셈
두 다항식을 더하는 것의 관건은 비슷한 항끼리 합쳐주는 것이다. 이때 계수는 서로 더하고 문자와 지수 부분은 그대로 둔다. 이는 분배법칙을 반영한다. 비슷한 항들이 서로 멀리 떨어져 있어도, 이들은 임의로 한 군데 모아 합칠 수 있다. 이는 덧셈의 교환법칙과 결합법칙을 반영한다.
예시: 만약
{\displaystyle P(x)=2x^{4}+11x^{2}-5x+1}
{\displaystyle Q(x)=x^{2}+4x-7}
이면,
| {\displaystyle P(x)+Q(x)} | {\displaystyle =(2x^{4}+11x^{2}-5x+1)+(x^{2}+4x-7)}    |
|                           | {\displaystyle =2x^{4}+(11x^{2}+x^{2})+(-5x+4x)+(1-7)} |
|                           | {\displaystyle =2x^{4}+(11+1)x^{2}+(-5+4)x+(1-7)}      |
|                           | {\displaystyle =2x^{4}+12x^{2}-x-6}                    |
다변수 다항식의 예:
{\displaystyle (1+x+y+2xy)+(3+6x-5xy+xy^{2})=4+7x+y-3xy+xy^{2}}

### 곱셈
다항식의 곱셈은 분배법칙을 이용해 괄호를 없애는 방향으로 전개하는 것이 관건이다. 두 항을 곱할 때, 계수를 곱해주고 지수를 더해준다. 예: 앞선 P(x)와 Q(x)의 곱은
| {\displaystyle P(x)Q(x)} | {\displaystyle =(2x^{4}+11x^{2}-5x+1)(x^{2}+4x-7)}                                           |
|                          | {\displaystyle =2x^{4}(x^{2}+4x-7)+11x^{2}(x^{2}+4x-7)-5x(x^{2}+4x-7)+1(x^{2}+4x-7)}         |
|                          | {\displaystyle =2x^{6}+8x^{5}-14x^{4}+11x^{4}+44x^{3}-77x^{2}-5x^{3}-20x^{2}+35x+x^{2}+4x-7} |
|                          | {\displaystyle =2x^{6}+8x^{5}-3x^{4}+39x^{3}-96x^{2}+39x-7}                                  |
다변수 다항식의 예:
{\displaystyle (xy+2)(x^{2}+y+2)=x^{3}y+2x^{2}+xy^{2}+2xy+2y+4}

### 다항식의 나눗셈
일반적으로 다항식의 나눗셈은 다항식 장제법이나 조립제법의 방법으로 한다.
미분
다항함수는 모든 x에 대하여 연속이며 미분가능하다.

## 다항함수
다항함수는 다항식으로부터 유도될 수 있다.
일변수 함수 f는
{\displaystyle f(x)=a_{n}x^{n}+a_{n-1}x^{n-1}+\cdots +a_{2}x^{2}+a_{1}x+a_{0}\,}가 되겠다.
모든 x항들에 대해서, n은 자연수이고 a0, a1, a2, ..., an 상수,계수이다.
실수로서 그 실수 해를 갖는 함수f를 정의하면,
{\displaystyle f(x)=x^{3}-x\,}
이고, 이것은 일변수 다항함수이다.
다수의 미정의 계수들로 이루어진 다변수 다항함수들도  이와 유사하게 정의된다.
{\displaystyle f(x,y)=2x^{3}+4x^{2}y+xy^{5}+y^{2}-7.\,}
다항식으로 정의되지 않는 것처럼 여겨지는 함수 {\displaystyle f(x)=\cos(2\arccos(x))} 역시, {\displaystyle [-1,1]}에서 다항함수이다.
왜냐하면,  {\displaystyle x}항들에 대해서   {\displaystyle [-1,1]}이기 때문이다.
이것은 사실 {\displaystyle f(x)=2x^{2}-1}이다.  (체비쇼프 다항식참조)
다항함수는 많은 중요한 성질들을 갖는 다른 함수들 즉, 연속함수, 매끄러운 함수, 전해석 함수, 계산 가능 함수들처럼 그들 중의 하나이다.

## 참고 문헌
1. ↑  수학백과: 미지수 - 네이버 지식백과

## 같이 보기
- 유리식
- 방정식
- 형식적 멱급수
- 단항식